# Miguel Llobet
Miguel Llobet (1878-1939) một nghệ sĩ guitar danh tiếng người Tây Ban Nha, ông được xem là học trò xuất sắc nhất trong việc thể hiện các tác phẩm chuyển soạn của người thầy, nhà soạn nhạc guitar lừng danh Francisco Tárrega. Không những kế thừa đầy đủ các kỹ thuật từ người thầy, Miguel Lobet còn được xem là người khai sinh ra kỹ thuật Tremolo cho các trình tấu của cây đàn guitar, điển hình là kỹ thuật Tremolo được ông đưa vào tác phẩm nổi tiếng Recuerdos de la Alhambra (tưởng nhớ cung điện Alhambra)